# Pavetta akeassii
Pavetta akeassii là một loài thực vật có hoa trong họ Thiến thảo. Loài này được J.B.Hall mô tả khoa học đầu tiên năm 1980.